# Xujia, Sichuan
Xujia (kinesiska: 胥家镇, 胥家) är en köping i Kina. Den ligger i provinsen Sichuan, i den sydvästra delen av landet, omkring 52 kilometer nordväst om provinshuvudstaden Chengdu. Antalet invånare är 48 556. Befolkningen består av 24 196 kvinnor och 24 360 män. Barn under 15 år utgör 11,0 %, vuxna 15-64 år 77 %, och äldre över 65 år 11,0 %.
Genomsnittlig årsnederbörd är 1 318 millimeter. Den regnigaste månaden är juli, med i genomsnitt 377 mm nederbörd, och den torraste är december, med 11 mm nederbörd.